# Fort de Femöre
Le fort de Femöre (suédois : Femörefortet) est une batterie d'artillerie côtière creusée dans la roche sur la presqu'ile de Femöre au sud-est d'Oxelösund en Suède. Il fait partie d'une série d'installations similaires construites dans les années 1960 et 1970 pour faire face à la menace soviétique. Abandonné en 1997, il devait être démoli en 2003, mais à la suite de la mobilisation des habitants de la région, une partie des installations a été conservée et constitue depuis 2003 un musée ouvert au public.
L'armement consistait en trois pièces de 75 mm d'une portée de 13 km, et l'effectif était de 70 hommes. Le fort était autonome pour ce qui est de l'eau et de l'électricité, et la vie en autarcie était possible pendant une période d'un mois. Il était conçu pour résister aux attaques chimiques et nucléaires. Le site représente une superficie de 3 300 m2 et les différentes salles sont reliées par des tunnels d'une longueur totale de plus de 450 m. La surveillance de la zone se faisait par radar et à l'aide de périscopes. 

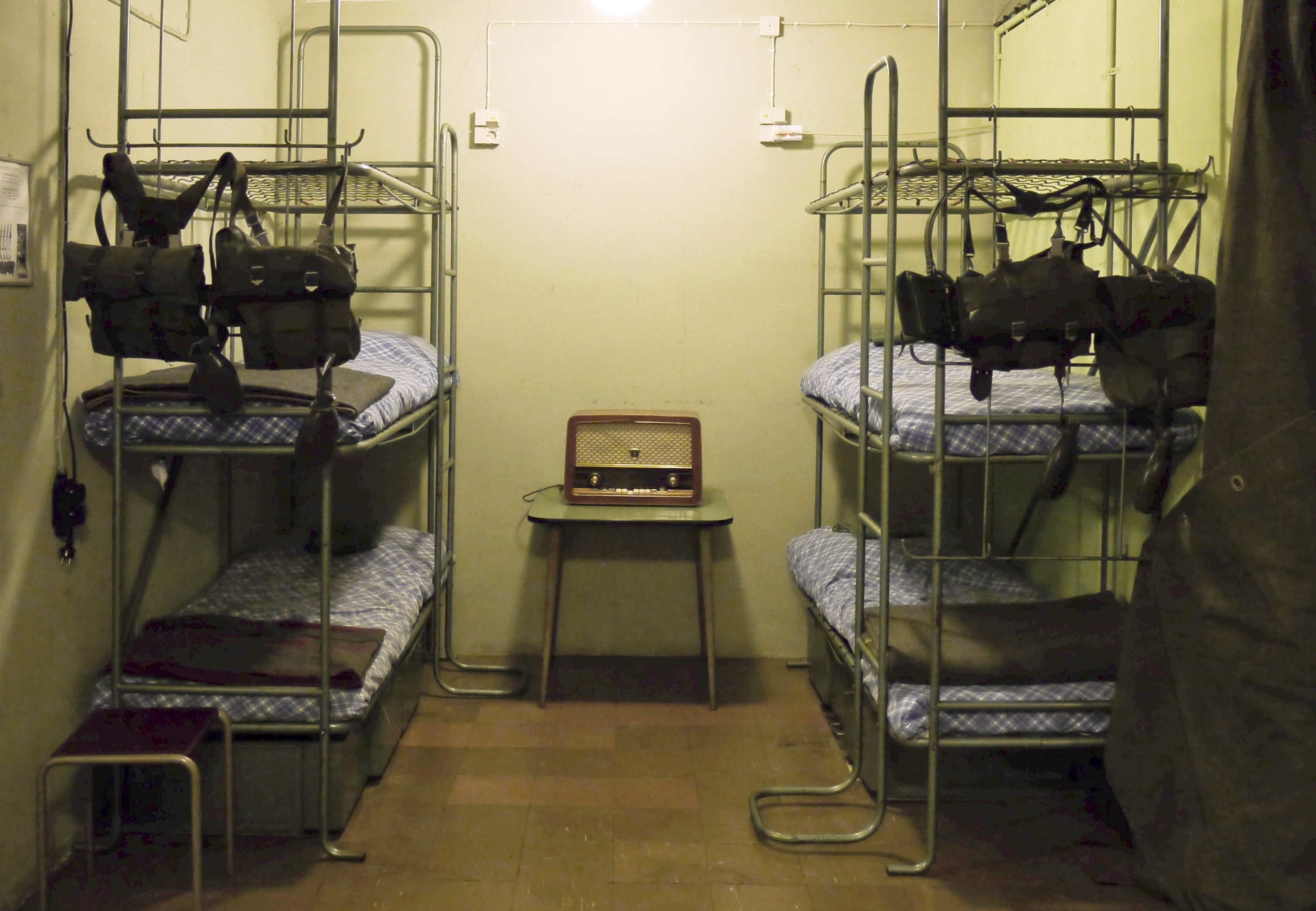
Un dortoir.
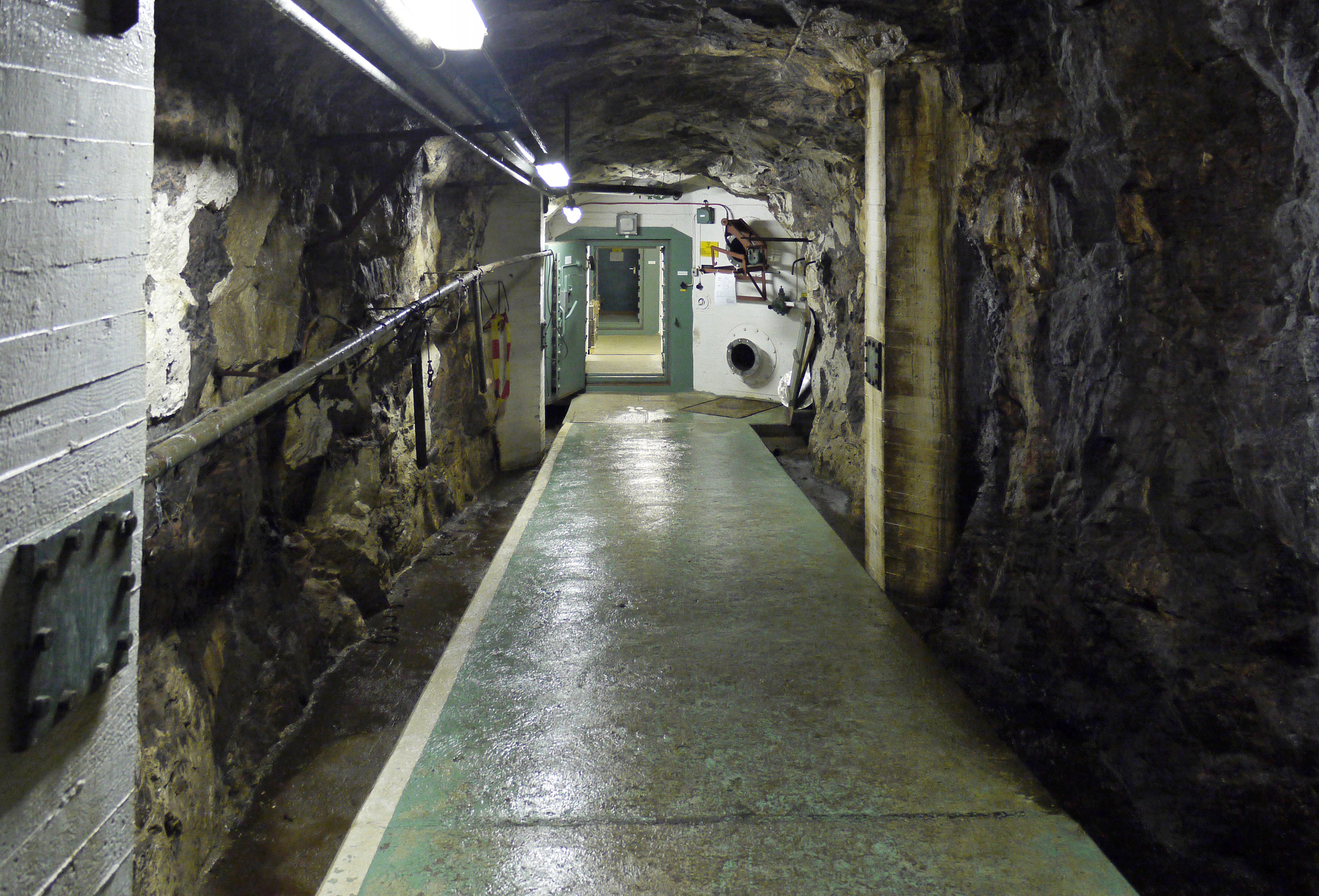
Entrée.
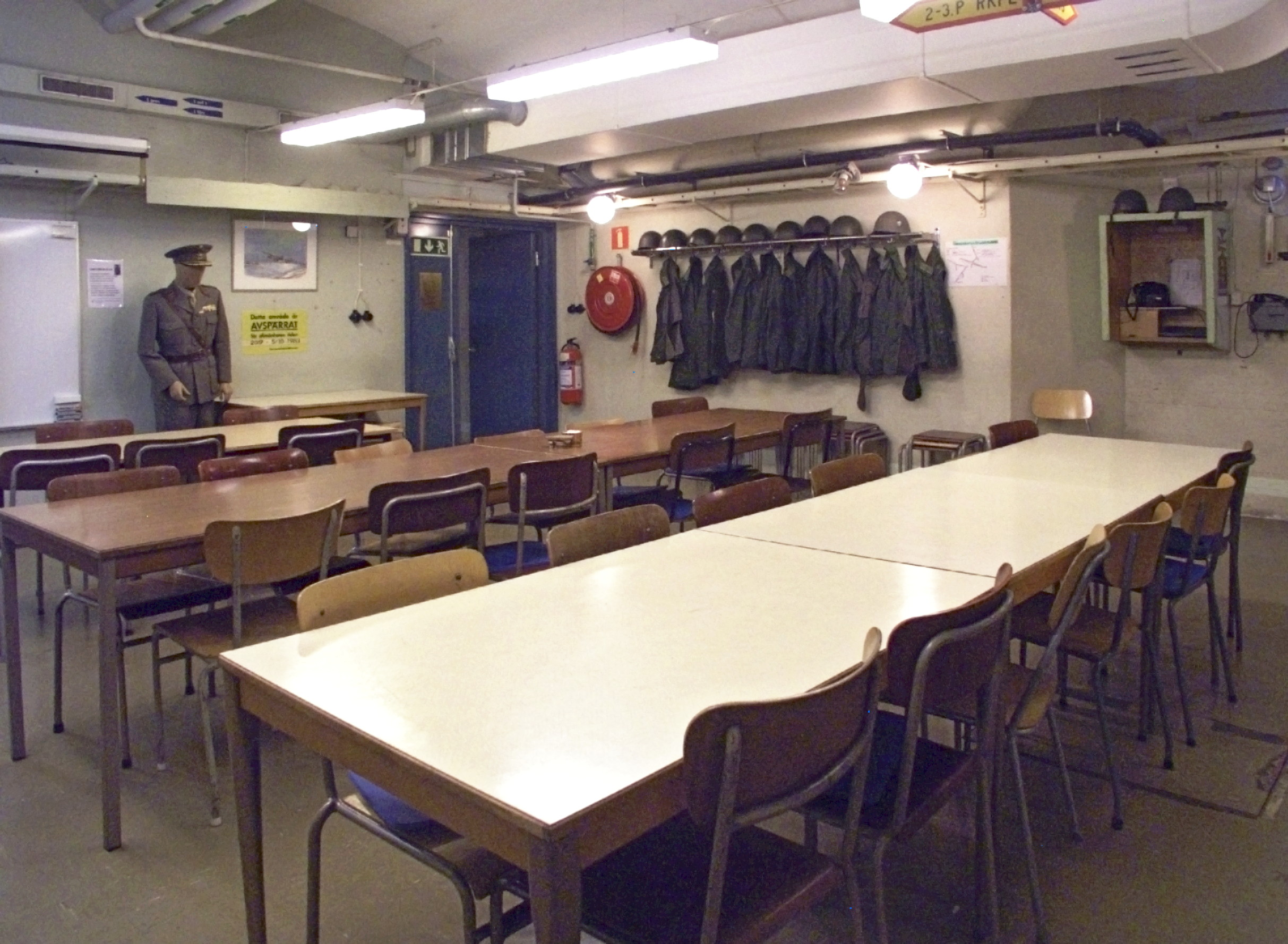
Une salle de réunion.
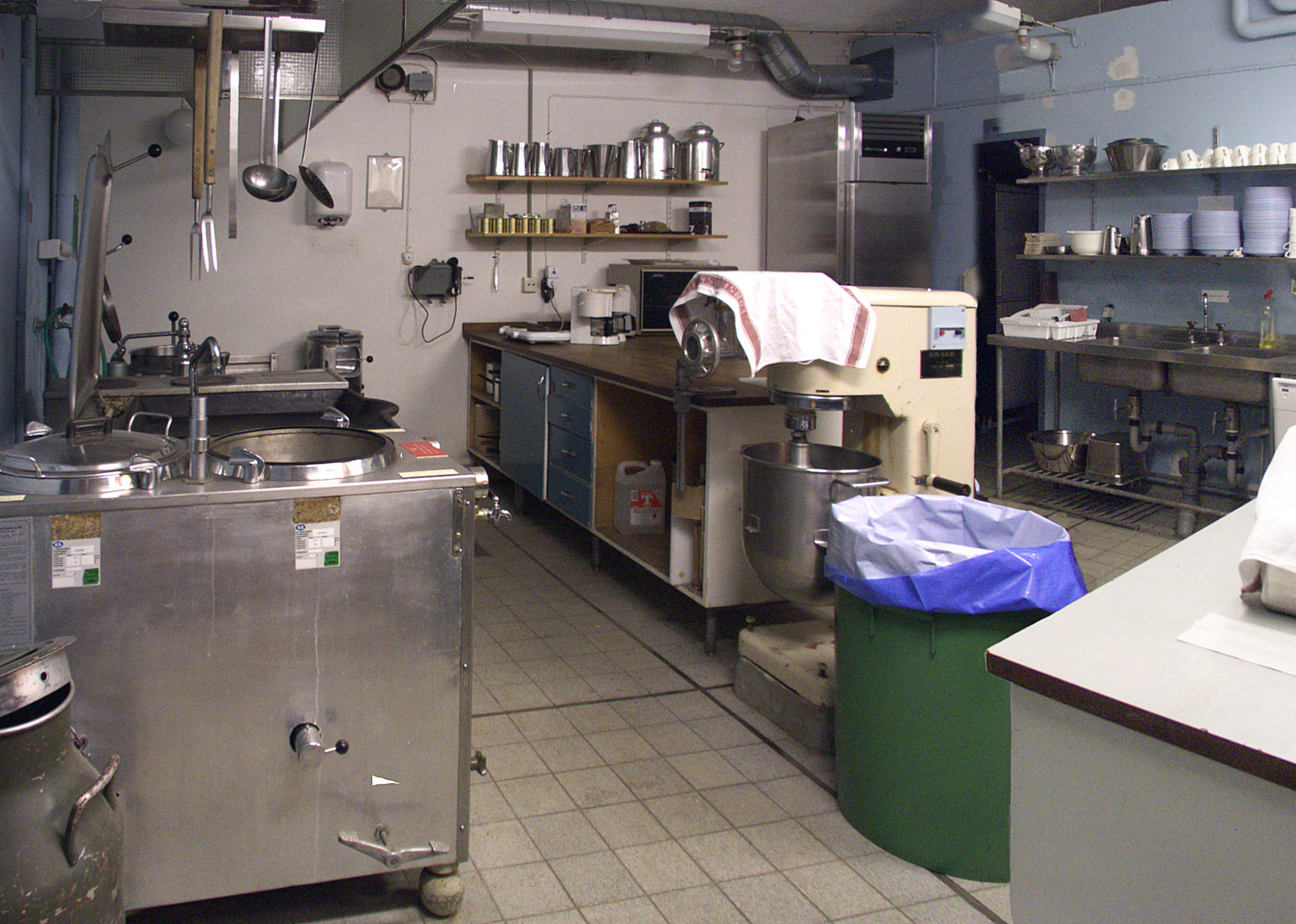
La cuisine.